# Livezile (Bistrița-Năsăud)
Livezile é uma comuna romena localizada no distrito de Bistrița-Năsăud, na região histórica da Transilvânia. A comuna possui uma área de 109.41 km² e sua população era de 4600 habitantes segundo o censo de 2007.